# Giovanni Faustini
Giovanni Faustini (Venezia, 19 maggio 1615 – Venezia, 19 dicembre 1651) è stato un librettista e impresario teatrale italiano.
Sua madre, Isabetta Vecellio, era figlia del noto pittore Cesare Vecellio. Tra il 1642 e il 1651 scrisse 14 libretti, tutti per essere messi in musica nei teatri veneziani dell'epoca. La maggior parte di questi furono destinati all'impiego del compositore Francesco Cavalli. Giovanni Faustini fu attivo anche come impresario dei teatri San Moisé e San Apollinare. A causa della sua morte prematura (morì a soli 36 anni) lasciò cinque libretti incompiuti, che furono terminati dal fratello Marco, anch'egli affermato impresario.
La collaborazione fra Faustini e Cavalli rappresenta senz'altro il decennio più altamente fluttuante e formativo della storia dell'opera veneziana (1642-51). I drammi di Faustini, le quali trame e i personaggi erano generalmente inventati, piuttosto che storico o mitologico, lo sviluppo spesso coinvolgeva la relazione di due coppie di amanti. I suoi ultimi lavori, i quali risentono dell'influsso di Giacinto Andrea Cicognini, presentano trame con intrecci complessi.

## Libretti
- La virtù de' strali d'Amore (musicato da Francesco Cavalli, 1642)
- Egisto (musicato da Francesco Cavalli, 1643; musicato da Benedetto Ferrari, 1651)
- Ormindo (musicato da Francesco Cavalli, 1644)
- Doriclea (musicato da Francesco Cavalli, 1645; musicato da Pietro Andrea Ziani, 1666)
- Titone (musicato da Francesco Cavalli, 1645)
- Euripo (musicato da Francesco Cavalli, 1649)
- Orimonte (musicato da Francesco Cavalli, 1650)
- L'Oristeo (musicato da Francesco Cavalli, 1651)
- La Rosinda (musicato da Francesco Cavalli, 1651)
- La Calisto (musicato da Francesco Cavalli, 1651)
- L'Eritrea (musicato da Francesco Cavalli, 1652)
- Eupatra (musicato da Pietro Andrea Ziani, 1655; musicato da Giovanni Battista Costanzi, 1730)
- Elena (completato da Nicolò Minato; musicato da Francesco Cavalli, 1659)
- Il tiranno humiliato d'amore, ovvero Il Meraspe (revisione di Nicolò Beregan; musicato da Carlo Pallavicino, 1667)
- Alciade (musicato da Pietro Andrea Ziani, 1667)